# ITFコード

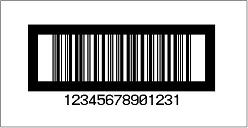
ITFのバーコードのサンプル

ITF (Interleaved Two of Five) は、バーコードの体系の1つである。1972年にインターメック社が開発し、現在は商品物流の標準シンボルとして、国内外で使用される。

## 特徴
本コードの表現は数字のみであるが、他のバーコードと異なりデータの奇数桁を黒部分、偶数桁を白部分が独立して表現しており、バーコード全長が短い利点がある。この特異な機構から、データは偶数桁が必須となる。
ITFはチェックディジットが必須ではないが、日本国内の物流標準シンボルとして使用する場合はモジュラス10のウェイト3が使用される。
バーを「細」「太」2パターンで判別する単純な機構から読み取りは容易で、距離を経てもスキャン可能なことから、読み取り状況が多様な物流関係用途に適する。反面、バーコードの最初と最後を認識する機構が甘く、斜めにスキャンした際にバーコード内の一部分のみで認識してしまう「部分読み」「桁落ち」と呼ばれる現象も発生しやすい。これには、チェックディジットの採用や、スキャナの設定にて予め読み取り桁数を指定／制限することで対策する。
周囲の黒い縁取りはベアラーバーと呼ばれ、ダンボールへの印字圧力を一定にする。薄紙に印刷時は必要ない。

## 用途
日本国内でJANコードに物流識別コード一桁を加えた14桁を標準シンボルとして使用しており、ソースマーキングされた製品を梱包したダンボールなど見られる。